# Lilli Vincenz
Lilli Vincenz (Hamburgo, 26 de septiembre de 1937-7 de junio de 2023) fue una activista LGBT estadounidense y la primera miembro lesbiana del grupo político de derechos gais Mattachine Society de Washington (MSW).
Fue editor del boletín de la organización y en 1969, junto con Nancy Tucker, creó un periódico independiente, el Gay Blade, que más tarde se convertiría en el Washington Blade.
Durante la década de 1970, Vincenz invitaba todas las semanas a mujeres para que visitaran su casa, para crear un lugar seguro en el que las mujeres homosexuales pudiesen discutir el activismo gay y otros asuntos relacionados con el lesbianismo; so casa pasó a ser conocido como el Gay Women's Open House (GWOH). Estas reuniones se convirtieron en el Gay Women's Alternative. Vincenz explicó su decisión en una entrevista:

I decided to have women come into our home every week for seven years, and it just become an establishment. And it was wonderful to have them come, and we had musicians come ... lots of women who didn't know where to go, they didn't want to go to the bars, they just wanted to be in a place that was safe, so we provided that.
Decidí invitar todas las semanas mujeres a nuestra casa durante siete años y se convirtió en una institución. Y fue maravilloso que viniesen y hacíamos venir a músicos [...]muchas mujeres que no sabían a donde ir, no querían ir a los bares, sólo querían estar en un lugar que fuese seguro, así que se lo proporcionamos.

Su fotografía de enero de 1966, tomada por Kay Lahusen, fue la primera mujer que apareció en la portada de la revista lésbica The Ladder de la que se veía claramente la cara y fue la única lesbiana que se reconocía como tal que participó en el segundo piquete a la Casa Blanca en 1965 con Frank Kameny.
En 2013 sus papeles, películas y otras pertenencias fueron donados a la Biblioteca del Congreso de Estados Unidos.